# Literarische Figur
Eine literarische Figur oder literarische Gestalt ist eine fiktive Gestalt in einem literarischen Text. Literarische Figuren zeichnen sich durch ihre Charakterisierung aus, die innerhalb des Textes auf verschiedene Art erfolgen kann. Unter anderem ist dies abhängig von der Textgattung: In Prosatexten steht über eine literarische Figur nur eine begrenzte Menge an Informationen zur Verfügung, während dramatischen Figuren durch Schauspieler neue Aspekte hinzugefügt werden können.

## Anlage von literarischen Figuren
Literarische Figuren können statisch oder dynamisch angelegt sein, innerhalb des Textes also eine Entwicklung durchlaufen und ihre Charakteristik verändern oder nicht. Außerdem können sie ein unterschiedliches Maß an Komplexität aufweisen. Im Verlauf der Literaturgeschichte wurden dabei, abhängig von der jeweiligen Ästhetik, unterschiedliche Arten von Figuren bevorzugt. Die abstrakteste und am wenigsten komplexe Figurenform ist die Allegorie oder Personifizierung, die in der mittelalterlichen Literatur eine wichtige Rolle spielt und als literarische Figur ein abstraktes Konzept verkörpert. Etwas komplexer ist der Typus, eine weniger abstrakte Figur, die über feststehende Merkmale verfügt und in mehr als einem Werk erscheint. Solche Typen treten seit der Antike in allen literarischen Epochen auf. Individuelle, komplex charakterisierte Figuren erscheinen in der Literaturgeschichte mit wenigen Ausnahmen erst seit der Aufklärung. Seit der Moderne lassen sich neue Tendenzen zur Abstrahierung ausmachen, indem literarischen Figuren teilweise ihre psychologische Geschlossenheit genommen wird oder sie auf Klischees und Chiffren reduziert werden.

## Vermittlung von literarischen Figuren
Informationen über literarische Figuren können auktorial, also durch einen Erzähler, oder figural, also durch andere Figuren, übermittelt werden. Zusätzlich lässt sich zwischen expliziter (oder direkter) und impliziter (oder indirekter) Charakterisierung unterscheiden. Explizit wird eine Figur durch direkte Aussagen über sie charakterisiert, implizit durch Beschreibung von Verhaltensmustern, Aussagen oder Ähnlichem, die Rückschlüsse auf den Charakter der Figur zulassen. In der Regel finden beide Charakterisierungsweisen in einem Text Anwendung. Eine weitere Art, Figuren zu charakterisieren ist, ihre Funktion inmitten der Handlung festzulegen und ihren anhand dessen spezielle Merkmale zuzuweisen. Als Vorlage hierzu dient Greimas handlungsbasiertes Model (en.: actantial model). So werden Charaktere und Handlungsgegenstände Sender/Receiver (Sender/Empfänger), Helper/Opponent (Helfer/Gegner) und Subject/Object (Subjekt/Objekt) unterteilt. Das Subjekt wünscht sich ein zumeist abstraktes Objekt, aber auf dem Weg, dieses zu erlangen, wird das Subjekt von dem Gegner behindert. Der Helfer unterstützt das Subjekt im Erlangen des Objektes und arbeitet somit gegen den Gegner. Der Sender initiiert die Handlung und der Empfänger profitiert von der Handlung / dem Objekt. Somit kann eine Figur auch gegebenenfalls gleichzeitig Subjekt und Empfänger sein. Über den Ausgang, ob das Objekt erreicht wird oder nicht entscheidet die mit dem Subjekt verknüpfte Power (abstrakte Kraft). Eine Analyse einer Figur mit diesem Model ermöglicht eine detaillierte Aufspaltung der Figurfunktionen, sowie eine erste Übersicht der Figurenkonstellation eines Werkes.